# Championnat d'Autriche de football 1998-1999
Navigation
Saison précédente Saison suivante
La saison 1998-1999 du Championnat d'Autriche de football était la 88e édition du championnat de première division en Autriche. La Bundesliga regroupe les 10 meilleurs clubs du pays au sein d'une poule unique où ils s'affrontent quatre fois au cours de la saison, 2 fois à domicile et 2 fois à l'extérieur. À la fin de la saison, le dernier au classement est relégué et remplacé par le champion de 2.Bundesliga, la deuxième division autrichienne.
C'est le club du SK Sturm Graz, tenant du titre, qui remporte à nouveau le championnat en terminant en tête du classement final, avec 3 points d'avance sur le SK Rapid Vienne et 8 sur le Grazer AK. C'est le 2e titre de champion d'Autriche de l'histoire du club, qui réussit le doublé en s'imposant en finale de la Coupe d'Autriche face au LASK Linz.

## Les 10 clubs participants
| - SK Rapid Vienne - Grazer AK - SV Ried - FC Wacker Innsbruck - LASK Linz | - SV Austria Salzbourg - SC Austria Lustenau - SK Vorwärts Steyr - Promu de 2.Bundesliga - FK Austria Vienne - SK Sturm Graz |

## Compétition

### Classement
Le barème utilisé pour établir le classement est le suivant :
- Victoire : 3 points
- Match nul : 1 point
- Défaite : 0 point

| Rang | Équipe                 | Pts | J  | G  | N  | P  | Bp | Bc | Diff |
| ---- | ---------------------- | --- | -- | -- | -- | -- | -- | -- | ---- |
| 1    | SK Sturm Graz T C      | 73  | 36 | 23 | 4  | 9  | 72 | 32 | +40  |
| 2    | SK Rapid Vienne        | 70  | 36 | 19 | 13 | 4  | 50 | 25 | +25  |
| 3    | Grazer AK              | 65  | 36 | 20 | 5  | 11 | 46 | 29 | +17  |
| 4    | SV Austria Salzbourg   | 57  | 36 | 15 | 12 | 9  | 55 | 40 | +15  |
| 5    | LASK Linz              | 57  | 36 | 17 | 6  | 13 | 53 | 44 | +9   |
| 6    | FC Tirol Innsbruck     | 55  | 36 | 15 | 10 | 11 | 49 | 41 | +8   |
| 7    | FK Austria Vienne      | 50  | 36 | 13 | 11 | 12 | 41 | 44 | -3   |
| 8    | SV Ried                | 32  | 36 | 8  | 8  | 20 | 25 | 47 | -22  |
| 9    | SC Austria Lustenau    | 22  | 36 | 4  | 11 | 21 | 24 | 61 | -37  |
| 10   | SK Vorwärts Steyr P -3 | 12  | 36 | 3  | 6  | 27 | 29 | 81 | -52  |

|  | Qualification pour la Ligue des champions 1999-2000                          |
|  | Qualification pour le tour préliminaire de la Ligue des champions 1999-2000  |
|  | Qualification pour la Coupe UEFA 1999-2000                                   |
|  | Relégation directe en 2.Bundesliga                                           |
|  | T Tenant du titre C Vainqueur de la Coupe d'Autriche P Promu de 2.Bundesliga |

- Le SK Vorwärts Steyr commence la saison avec une pénalité de 3 points pour avoir rempli les critères d'obtention de la licence en Bundesliga avec retard.

## Bilan de la saison
| Championnat d'Autriche de football 1998-1999 |                                     |
| Champion                                     | SK Sturm Graz (2e titre)            |
| Coupes et trophées                           |                                     |
| Vainqueur de la Coupe d'Autriche 1998-1999   | SK Sturm Graz                       |
| Qualifications continentales                 |                                     |
| Ligue des champions 1999-2000                | SK Sturm Graz                       |
| Ligue des champions 1999-2000                | SK Rapid Vienne (tour préliminaire) |
| Coupe UEFA 1999-2000                         | LASK Linz                           |
| Coupe UEFA 1999-2000                         | Grazer AK                           |
| Promotions et relégations                    |                                     |
| Promus en Bundesliga                         | Schwarz-Weiss Bregenz               |
| Relégués en 2.Bundesliga                     | SK Vorwärts Steyr                   |